# カルロ・カンナ
カルロ・カンナ（Carlo Canna、1992年8月25日 - ）は、プロ14ゼブレに所属するラグビーユニオン選手。

## プロフィール
- イタリア・ベネヴェント出身。
- ポジションはスタンドオフ(SO)。
- 身長 191cm、体重 93kg
- イタリア代表キャップは47（2021年1月現在）でラグビーワールドカップ2015・ラグビーワールドカップ2019のイタリア代表に選ばれた[1]。

## 略歴
グラディアートル・サンニチ、フィアンメ・オーロを経て、2015年、ゼブレに加入。